# Ганддал
Ганддал — самый южный округ города Саннес в Норвегии.
Ганддал включает в себя одну из крупнейших промышленных зон, обслуживающих железную дорогу, этого города. На территории округа помимо промышленной зоны располагаются:
- атлетический клуб;
- несколько религиозных сооружений;
- четыре школы.
- Киви

В центре Ганддала располагается небольшое ядовитое озеро Stokkelandsvannet.